# Terremoto de Bakú de 2000

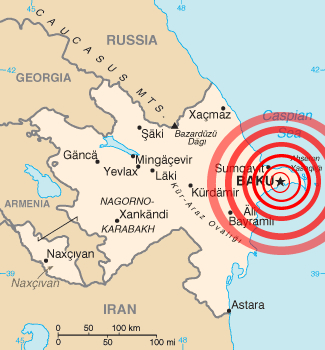

El terremoto de Bakú de 2000 se produjo el 25 de noviembre a las 22:09 (18:09 UTC ) hora local, con epicentro justo frente a la costa de Bakú, Azerbaiyán . Midió 6,8 en la escala de magnitud de momento y la intensidad máxima sentida fue VI en la escala de intensidad de Mercalli .  Tres minutos más tarde se produjo un terremoto de magnitud 5,9. Fue el más fuerte durante casi 160 años, desde 1842 en los suburbios de Bakú y, además de en la capital, afectó a Sumgayit, Shamakhi y las ciudades vecinas. Según el Servicio Geológico de Estados Unidos, el epicentro se produjo en el Mar Caspio, el 25 km al sur-sureste de Bakú. El terremoto se sintió en lugares tan lejanos como, por ejemplo, Tbilisi, 600 km al noroeste del epicentro, Makhachkala y los asentamientos de Karabudakh e Isberbas en Daguestán .

## Información tectónica
Bakú se encuentra en la península de Absheron, cerca del borde norte de la amplia y compleja zona de deformación causada por la continua colisión entre la Placa Arábiga y la Placa Euroasiática . Hay dos zonas sísmicas activas principales en la península de Absheron. La zona norte es parte del cinturón de empuje del Cáucaso Norte que continúa hacia el este a lo largo del Apsheron Sill, que se interpreta como una zona de subducción activa. Los terremotos registrados en la zona norte son principalmente de tipo profundo inverso o poco profundo de tipo normal.  Se interpreta que la zona sur es una continuación del avance del Gran Cáucaso. Los terremotos en esta área son principalmente de tipo deslizamiento inverso o lateral derecho. 

## Terremoto
El terremoto consistió en dos eventos muy cercanos con 90 segundos de diferencia. El primer evento tuvo un mecanismo de falla inversa oblicua en una falla de buzamiento pronunciado con tendencia noroeste-sureste, mientras que el segundo fue de tipo puramente inverso en una falla inversa de buzamiento moderado con tendencia oeste-noroeste-este-sureste. Dentro de las incertidumbres, los dos eventos ocurrieron a la misma profundidad, a unos 40 km. 

## Consecuencias
Tras el decreto presidencial del 28 de noviembre de 2000, la Comisión Estatal de Emergencia recibió una cantidad de aprox. 5,5 millones de dólares para hacer frente a las consecuencias del terremoto. La SEC envió equipos de evaluación a las zonas afectadas. En Bakú, hasta el 27 de noviembre, 19 familias habían sido evacuadas de tres casas gravemente dañadas. Las escuelas han sido cerradas temporalmente.
El Equipo de Gestión de Desastres de las Naciones Unidas, compuesto por el PNUD, ACNUR, UNICEF, UNFPA y la OMS, se estableció con el fin de considerar oportunidades para apoyar los esfuerzos gubernamentales. La Federación Internacional lanzó un llamamiento de emergencia para solicitar asistencia internacional por valor de 590.000 dólares estadounidenses.